# Steffen Bogs
Steffen Bogs (n. 8 octombrie 1965, Rostock, RDG) este un canotor ce a reprezentat Republica Democrată Germană, medaliat olimpic. A participat la 1 ediție a Jocurilor Olimpice (1988) în care a câștigat 1 medalie de bronz.

## Participări
Lista de mai jos prezintă principalele competiții la care a participat Steffen Bogs de-a lungul carierei.
- rowing at the 1988 Summer Olympics – men's quadruple sculls[*][5]